# Liga Komunista Iraultzailea
Liga Komunista Iraultzailea (LKI) —'Liga Comunista Revolucionaria' en euskera— fue un partido político español de ideología comunista y trotskista, que surgió de la VI Asamblea de Euskadi Ta Askatasuna (ETA) celebrada en 1970. En 1991 se unió con Euskadiko Mugimendu Komunista (EMK) para formar Zutik (en la comunidad autónoma del País Vasco) y Batzarre (en la comunidad foral de Navarra). Sus principales dirigentes fueron Ramón Zallo, Joxe Iriarte Bikila, Antton Karrera y Josu Loroño. LKI editaba Zutik, mientras que Iraultza Taldeak, su organización juvenil, hacía lo propio con Utikan! y Zartadaka.

## Historia

### La VI Asamblea de ETA
A finales de los años 1960, la organización armada Euskadi Ta Askatasuna (ETA) estaba prácticamente desmantelada. Sus primeros asesinatos (José Pardines y Melitón Manzanas) provocaron una oleada de represión sin precedentes y comenzaron a sucederse las detenciones de militantes significativos. Las detenciones masivas efectuadas por la policía franquista en abril de 1969 dejó agonizando a la organización. En el otoño de 1969, todos los miembros de la dirección estaban detenidos o exiliados y Txabi Etxebarrieta había muerto, por lo que se formó un reducido núcleo de dirección provisional que, ante esta situación de debilidad, consideró prioritario convocar la VI Asamblea.
En la VI Asamblea de ETA, celebrada en Itxassou (País Vasco francés) el 31 de agosto de 1970, se enfrentaron dos tendencias principales: una de ellas, partidaria de la preeminencia de la lucha armada y que acabaría escindiéndose; y la otra, «obrerista», que abogaba por la supeditación de la lucha armada a la lucha política realizada en alianza con las organizaciones obreras. Sin embargo, en esos momentos dentro de ETA se perfilaban hasta cuatro corrientes claramente diferenciadas:
- Por un lado, la representada por la nueva dirección, con Patxo Unzueta a la cabeza. Escorada hacia posiciones obreristas y apoyada por los presos de Burgos, su apuesta fundamental sería la construcción de un partido político revolucionario a partir de ETA que conjugara la liberación nacional y social del pueblo vasco.[2] Trataba de mantener una posición central que cohesionara la organización y abogaba por representar la «vanguardia del proletariado vasco» en el interior de un Frente Nacional Vasco (junto con PNV y EGI).[4] Era claramente mayoritaria y contaba con el control del aparato y los canales de información internos. Tras la escisión, este sector sería conocido como ETA-VI Asamblea o, abreviadamente, ETA-VI, y adoptaría el lema «Iraultza ala hil» ('Revolución o muerte').
- Los «anticolonialistas» o «tercermundistas». Aunque también eran izquierdistas, recelaban de la densa literatura política de la dirección al sospechar que detrás de ella se ocultaban intereses similares a los que llevaron a la expulsión de ETA Berri, es decir, llegar al «españolismo» a través de una inadecuada aplicación del marxismo. Julen Madariaga, el único miembro de esta corriente que acudió a la asamblea, la impugnó apelando a los estatutos vigentes en ETA,[3] por lo que su sector fue expulsado junto con el Frente Militar (ausente) acusados de «fraccionalismo».
- Las Células Rojas, colectivos marxistas-leninistas en el exilio que rechazaban la formación de un Frente Nacional Vasco e insistían en otorgar prioridad a la lucha obrera y la revolución social, pero consideraban aún prematura la constitución del partido que defendía la dirección, a la vez que cuestionaban el nacionalismo («es necesario unirse a la clase obrera española») y la lucha armada.[3] Durante el transcurso de la asamblea, y argumentando que el papel de la organización había terminado, propusieron la disolución de ETA que no fue aceptada, por lo que dimitieron.[4] A partir de entonces publicarían Saioak, donde evolucionaron a tesis antinacionalistas hasta que la revista desapareció. En este grupo destacaban Mikel Azurmendi, uno de sus principales teóricos, José María Eskubi y Jon Larrinaga.[5]
- Y el Frente Militar, encabezado por Juan José Etxabe, que sostenía que el papel de ETA apenas estaba comenzando y consideraba que los fracasos anteriores eran debidos a errores técnicos y a que las detenciones policiales eran inevitables.[4] Optando por una deriva autónoma, actuaban ya sin rendir cuentas a la dirección y no acudieron a la asamblea, a la que negaron legitimidad alguna. Junto con los «anticolonialistas», se reclamaron herederos de las resoluciones de la V Asamblea, por lo que a partir de entonces se presentarían como ETA-V para remarcar sus principios. Además, recibieron el apoyo externo del grupo Branka de Txillardegi y de la asociación Anai Artea de Telesforo Monzón.[6] Tras el Proceso de Burgos ETA-V no solo recuperaría las siglas de ETA como propias sino también antiguos militantes como Argala. En 1972 EGI-Batasuna (el sector de las juventudes del PNV proclive a la unidad de acción) se integró aportando un gran número de militantes.[3][7]

Como organización, ETA-VI enseguida tuvo que enfrentarse a diversos reveses. En marzo de 1971 la policía detuvo a toda su cúpula. Además, cuando debía celebrarse la segunda parte de la VI Asamblea, en julio de 1972, se produjo una nueva escisión en una reunión de cuadros formándose dos sectores que celebraron sendas asambleas por separado: una, convocada por el grupo predominante en la dirección (los mayoritarios o mayos), pero que tenía menos seguidores; y la otra, por el grupo minoritario (los minos), pero que realmente era mayoritario en la organización. Los mayos acabarían evolucionando hacia el trotskismo y convergieron con la Liga Comunista Revolucionaria (LCR) en el verano de 1973, dejando de considerarse independentistas para pasar a reivindicar el derecho de autodeterminación.
Por su parte, los minos se disolvieron como grupo en 1974 al integrarse sus miembros en otras organizaciones como la ORT, el PCE-EPK (sería el caso de Roberto Lertxundi y José María Garmendia), EMK o incluso en ETA-V, u optarían por abandonar la militancia activa (Jon Juaristi y Francisco Letamendia, entre otros).

### La formación de LKI
Con la unión del grupo de los mayos la LCR se implantó en el País Vasco y Navarra, donde hasta ese momento no tenía apenas presencia, utilizando el nombre de LCR-ETA (VI). Tras la muerte del dictador Francisco Franco, y en parte por la dificultad de explicar fuera del País Vasco esa referencia a ETA, la LCR suprimió el añadido en 1976 y se dividió, de manera que en el resto de España se denominó desde entonces LCR, mientras que en el País Vasco y Navarra se constituyó de forma autónoma con el nombre de Liga Komunista Iraultzailea (LKI).
La primera asamblea de LKI tuvo lugar en el Santuario de Aránzazu en 1976, aún en la clandestinidad, y acabó con la detención de todos los asambleístas (unos 150). En las elecciones generales de 1977 impulsó la candidatura Frente por la Unidad de los Trabajadores. Uno de los militantes de LKI en esos años fue Germán Rodríguez, que resultó muerto en Pamplona en los incidentes de los Sanfermines de 1978.
LKI rechazó tanto la Constitución española de 1978 como el Estatuto de Autonomía del País Vasco de 1979, y además se opuso a la permanencia de España en la OTAN en el referéndum de 1986.
De 1983 a 1986 conformó la coalición Auzolan junto a Langile Abertzale Iraultzaileen Alderdia (LAIA, uno de los partidos fundadores de Herri Batasuna y que tenía su origen en una escisión de ETA-V) y Nueva Izquierda (escisión de Euskadiko Ezkerra), sin obtener unos resultados relevantes a pesar de contar también con el apoyo del Euskadiko Mugimendu Komunista (EMK, partido que provenía de ETA Berri, una escisión de ETA). A partir de entonces LKI y EMK acercarían posturas con Herri Batasuna (HB) en cuanto a su rechazo de la represión, por un lado, y en solidaridad con los presos y refugiados de ETA, por otro, llegando a apoyarlo electoralmente en varias ocasiones.
En las elecciones al Parlamento Vasco de 1990 LKI y EMK se presentaron en coalición, si bien hicieron campaña electoral pidiendo el voto para HB. Cinco meses después, en marzo de 1991, LKI y EMK decidieron fusionarse, dando lugar a Zutik en el País Vasco y a Batzarre en Navarra. La convergencia de ambas formaciones fue fruto de un amplio debate surgido en la izquierda revolucionaria vasca como consecuencia de los cambios ideológicos plasmados en las diferentes tendencias marxistas europeas tras la caída del Muro de Berlín en 1989. Aunque LKI y EMK eran organizaciones soberanas y ya sin vínculo federal con las respectivas organizaciones homólogas estatales (EMK desde 1983 y LKI desde 1988), esta convergencia influyó decisivamente en el proceso paralelo de unificación entre la Liga Comunista Revolucionaria y el Movimiento Comunista, formándose Izquierda Alternativa; pero la fusión en este caso no prosperó.